# Ice Spice

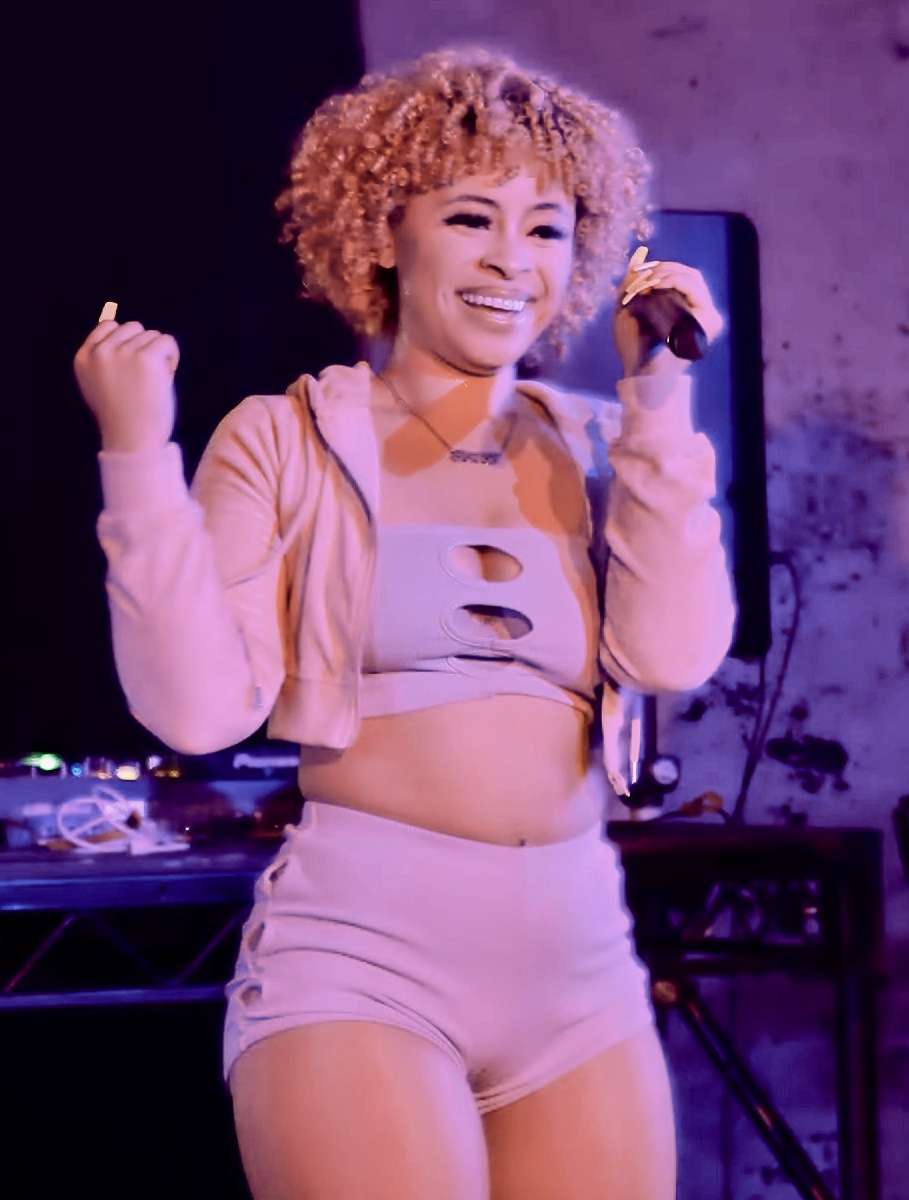
Ice Spice (2022)

Ice Spice (* 1. Januar 2000 in New York; eigentlich Isis Naija Gaston) ist eine US-amerikanische Rapperin. Größere Bekanntheit erlangte sie im Jahr 2022 durch ihre Songs Munch (Feelin‘ U), Bikini Bottom sowie In Ha Mood.

## Frühe Lebensjahre
Isis Gaston wurde am 1. Januar 2000 in der New Yorker Bronx geboren, wo sie im Viertel Fordham Road aufwuchs. Sie ist die älteste von fünf Geschwistern. Ihr Vater, ein ehemaliger Underground-Rapper, ist Afroamerikaner, während ihre Mutter, die Gaston im Alter von 17 Jahren zur Welt brachte, Dominikanerin ist. Beide trafen sich zum ersten Mal in einem Fast-Food-Restaurant und ließen sich scheiden, als Gaston zwei Jahre alt war. Da ihre Eltern häufig berufstätig waren, verbrachte sie viel Zeit mit ihren Großeltern und Cousins, als sie aufwuchs. Sie ging in der Bronx zur Schule, bis sie auf die katholische Sacred Heart High School in Yonkers geschickt wurde. Im Alter von sieben Jahren fand sie Gefallen an Hip-Hop, nachdem sie unter anderem Rapper wie Lil’ Kim oder auch Nicki Minaj gehört hatte, wodurch sie seit ihrer Grundschulzeit bis hin zur High School Gedichte und Freestyle-Rap schrieb.

## Karriere
Ice Spice begann 2021 zu rappen, nachdem sie sich mit dem Plattenproduzenten RiotUSA getroffen hatte, während beide die SUNY besuchten. Sie brach ihr Studium schließlich ab. Er produzierte ihren Debütsong Bully Freestyle, der im März 2021 veröffentlicht wurde, nachdem ein Video von Ice Spice bei der „Buss It“-Challenge auf Twitter viral geworden war. Ihr Song Name of Love fand auf SoundCloud Anklang, was dazu führte, dass sie auf Instagram populär wurde. Ihr Song Munch (Feelin‘ U), der am 10. August 2022 mit einem Video veröffentlicht und ebenfalls von RIOTUSA produziert und von WorldstarHipHop vertrieben wird, gewann an Popularität, nachdem er Unterstützung von Drake erhalten hatte. Anschließend ging der Song auf Twitter und TikTok viral. Ebenfalls erreichte er die Billboards Hot R&B/Hip-Hop-Songs und Bubbling Under Hot 100-Charts. Im September 2022 trat Ice Spice als Gast-Künstler in dem Song One Time von B-Lovee auf. Später in diesem Monat unterzeichnete sie einen Plattenvertrag mit 10K Projects und Capitol Records. Am 28. Oktober veröffentlichte sie die Single Bikini Bottom. Die Debüt-EP von Ice Spice, Like..?, wurde am 20. Januar 2023 veröffentlicht und enthielt die Singles Munch (Feelin‘ U), Bikini Bottom und In Ha Mood.
Im Februar 2023 arbeitete Ice Spice mit Lil Tjay an der Tribut-Single Gangsta Boo, welche an den gleichnamigen verstorbenen Rapper gerichtet war, die ihr erster Song auf den Billboard Hot 100 auf Platz 82 wurde. Am 3. Februar 2023 wurden der Remix des Songs Boy’s a Liar Pt. 2 von Sängerin PinkPantheress mit Ice Spice und das dazugehörige Musikvideo veröffentlicht. Das Lied erreichte Platz 4 der Billboard Hot 100, die höchste Chartposition für beide Künstler zu dieser Zeit.

## Musikrichtung
Die Musik und selbstgeschriebenen Texte von Ice Spice sind hauptsächlich dem Genre Bronx-Drill angelehnt. Ihr Künstlername entspringt einem alten Instagram-Account, den sie im Alter von 14 Jahren erstellte.
Sie wurde zuerst von Sheff G und Pop Smoke zum Rappen inspiriert und hat Lil 'Kim, Nicki Minaj, Cardi B, Foxy Brown und Remy Ma aufgrund ihrer New Yorker Wurzeln als musikalische Einflüsse aufgeführt. Sie hat auch Erykah Badu und Lauryn Hill aufgrund ihrer „anmutigen, engelhaften Atmosphäre von zeitloser Schönheit“ als Inspirationen bezeichnet. In einem Interview mit Elle hat sie erklärt, dass sie Coldplay und The 1975 mag und auf dem Schulweg häufig To Pimp a Butterfly von Kendrick Lamar gehört hat.

## Diskografie

### Studioalben
| Jahr | Titel | Höchstplatzierung, Gesamtwochen, AuszeichnungChartsChartplatzierungen (Jahr, Titel, Platzierungen, Wochen, Auszeichnungen, Anmerkungen) | Anmerkungen                         |
| Jahr | Titel | US | Anmerkungen                         |
| ---- | ----- | --- | ----------------------------------- |
| 2024 | Y2K!  | US18 (2 Wo.)US | Erstveröffentlichung: 26. Juli 2024 |

### EPs
| Jahr | Titel   | Höchstplatzierung, Gesamtwochen, AuszeichnungChartsChartplatzierungen (Jahr, Titel, Platzierungen, Wochen, Auszeichnungen, Anmerkungen) | Anmerkungen                           |
| Jahr | Titel   | US | Anmerkungen                           |
| ---- | ------- | --- | ------------------------------------- |
| 2023 | Like..? | US15 (40 Wo.)US | Erstveröffentlichung: 20. Januar 2023 |

### Singles
| Jahr | Titel Album                    | Höchstplatzierung, Gesamtwochen, AuszeichnungChartplatzierungen (Jahr, Titel, Album, Platzierungen, Wochen, Auszeichnungen, Anmerkungen) | Höchstplatzierung, Gesamtwochen, AuszeichnungChartplatzierungen (Jahr, Titel, Album, Platzierungen, Wochen, Auszeichnungen, Anmerkungen) | Höchstplatzierung, Gesamtwochen, AuszeichnungChartplatzierungen (Jahr, Titel, Album, Platzierungen, Wochen, Auszeichnungen, Anmerkungen) | Höchstplatzierung, Gesamtwochen, AuszeichnungChartplatzierungen (Jahr, Titel, Album, Platzierungen, Wochen, Auszeichnungen, Anmerkungen) | Höchstplatzierung, Gesamtwochen, AuszeichnungChartplatzierungen (Jahr, Titel, Album, Platzierungen, Wochen, Auszeichnungen, Anmerkungen) | Anmerkungen                                                     |
| Jahr | Titel Album                    | DE | AT | CH | UK | US | Anmerkungen                                                     |
| --- | ------------------------------ | --- | --- | --- | --- | --- | --------------------------------------------------------------- |
| 2023 | In Ha Mood Like..?             | — | — | — | UK58 (7 Wo.)UK | US58 Platin · (16 Wo.)US | Erstveröffentlichung: 6. Januar 2023                            |
| 2023 | Boy’s a Liar Pt. 2 –           | DE32 (9 Wo.)DE | AT28 Gold · (7 Wo.)AT | CH18 Platin · (11 Wo.)CH | — | US3 Platin · (22 Wo.)US | Erstveröffentlichung: 3. Februar 2023 mit PinkPantheress        |
| 2023 | Princess Diana Like..?         | — | — | — | UK22 Silber · (9 Wo.)UK | US4 Platin · (20 Wo.)US | Erstveröffentlichung: 14. April 2023 feat. Nicki Minaj          |
| 2023 | Karma Midnights                | — | — | — | — | US2 (30 Wo.)US | Erstveröffentlichung: 26. Mai 2023 Taylor Swift feat. Ice Spice |
| 2023 | Barbie World Barbie: The Album | DE10 (9 Wo.)DE | AT10 (8 Wo.)AT | CH8 (11 Wo.)CH | UK4 Gold · (15 Wo.)UK | US7 (19 Wo.)US | Erstveröffentlichung: 23. Juni 2023 mit Nicki Minaj feat. Aqua  |
| 2024 | Think U the Shit (Fart) Y2K!   | — | — | — | UK75 (2 Wo.)UK | US37 (6 Wo.)US | Erstveröffentlichung: 26. Januar 2024                           |
| 2024 | Did It First Y2K!              | DE87 (2 Wo.)DE | AT54 (2 Wo.)AT | CH43 (4 Wo.)CH | UK15 Silber · (9 Wo.)UK | US51 (5 Wo.)US | Erstveröffentlichung: 12. Juli 2024 feat. Central Cee           |
| Folgende Lieder erschienen nicht als Single, wurden aber durch das Album zum Download und Streaming bereitgestellt und konnten somit eine Platzierung erlangen: |                                | | | | | |                                                                 |
| |                                | | | | | |                                                                 |
| 2023 | Gangsta Boo Like..?            | — | — | — | — | US82 (1 Wo.)US | feat. Lil Tjay                                                  |
| 2023 | Deli Like..?                   | — | — | — | UK72 (5 Wo.)UK | US41 Platin · (13 Wo.)US | Videoauskopplung: 26. Juli 2023                                 |

Weitere Singles
- 2021: Bully Freestyle
- 2021: No Clarity
- 2022: Be a Lady
- 2022: Name of Love
- 2022: Euphoric
- 2022: Munch (Feelin’ U) (US: Platin)
- 2022: Bikini Bottom
- 2024: Fisherrr (Remix) (mit Cash Cobain & Bay Swag, US: Gold)

## Auszeichnungen für Musikverkäufe
| Goldene Schallplatte - Brasilien - 2024: für die Single Princess Diana - 2025: für die Single Did It First - Dänemark - 2024: für die Single Boy’s a Liar Pt. 2 - 2024: für die Single Barbie World - Frankreich - 2023: für die Single Boy’s a Liar Pt. 2 - 2023: für die Single Barbie World - Italien - 2023: für die Single Barbie World - 2024: für die Single Boy’s a Liar Pt. 2 - Kanada - 2023: für die Single Munch (Feelin’ U) - 2023: für das Lied Deli - Neuseeland - 2023: für die Single Karma (Remix) - 2023: für die Single Barbie World - Polen - 2024: für die Single Barbie World - 2024: für das Lied Deli - 2024: für die Single Did It First - Portugal - 2023: für die Single Boy’s a Liar Pt. 2 - Südafrika - 2023: für die Single Barbie World | Platin-Schallplatte - Australien - 2023: für die Single Barbie World - Kanada - 2023: für die Single Barbie World - 2023: für die Single In Ha Mood - 2023: für die Single Princess Diana - Polen - 2023: für die Single Boy’s a Liar Pt. 2 2× Platin-Schallplatte - Neuseeland - 2023: für die Single Boy’s a Liar Pt. 2 3× Platin-Schallplatte - Australien - 2023: für die Single Boy’s a Liar Pt. 2 4× Platin-Schallplatte - Australien - 2024: für die Single Karma (Remix) 5× Platin-Schallplatte - Kanada - 2025: für die Single Boy’s a Liar Pt. 2 |

Anmerkung: Auszeichnungen in Ländern aus den Charttabellen bzw. Chartboxen sind in ebendiesen zu finden.
| Land/RegionAuszeichnungen für Musikverkäufe (Land/Region, Auszeichnungen, Verkäufe, Quellen) | Silber     | Gold       | Platin       | Verkäufe  | Quellen                   |
| -------------------------------------------------------------------------------------------- | ---------- | ---------- | ------------ | --------- | ------------------------- |
| Australien (ARIA)                                                                            | —          | —          | 8× Platin8   | 560.000   | aria.com.au               |
| Brasilien (PMB)                                                                              | —          | 2× Gold2   | —            | 40.000    | pro-musicabr.org.br       |
| Dänemark (IFPI)                                                                              | —          | 2× Gold2   | —            | 90.000    | ifpi.dk                   |
| Frankreich (SNEP)                                                                            | —          | 2× Gold2   | —            | 200.000   | snepmusique.com           |
| Italien (FIMI)                                                                               | —          | 2× Gold2   | —            | 100.000   | fimi.it                   |
| Kanada (MC)                                                                                  | —          | 2× Gold2   | 8× Platin8   | 720.000   | musiccanada.com           |
| Neuseeland (RMNZ)                                                                            | —          | 2× Gold2   | 2× Platin2   | 90.000    | aotearoamusiccharts.co.nz |
| Österreich (IFPI)                                                                            | —          | Gold1      | —            | 15.000    | ifpi.at                   |
| Polen (ZPAV)                                                                                 | —          | 3× Gold3   | Platin1      | 125.000   | olis.pl                   |
| Portugal (AFP)                                                                               | —          | Gold1      | —            | 5.000     | Einzelnachweise           |
| Schweiz (IFPI)                                                                               | —          | —          | Platin1      | 20.000    | hitparade.ch              |
| Südafrika (RISA)                                                                             | —          | Gold1      | —            | 10.000    | Einzelnachweise           |
| Vereinigte Staaten (RIAA)                                                                    | —          | Gold1      | 5× Platin5   | 5.500.000 | riaa.com                  |
| Vereinigtes Königreich (BPI)                                                                 | 2× Silber2 | Gold1      | —            | 800.000   | bpi.co.uk                 |
| Insgesamt                                                                                    | 2× Silber2 | 20× Gold20 | 25× Platin25 |           |                           |